# Campiglossa multimaculosa
Campiglossa multimaculosa este o specie de muște din genul Campiglossa, familia Tephritidae. A fost descrisă pentru prima dată de Dirlbek în anul 1969.
Este endemică în Insulele Canare. Conform Catalogue of Life specia Campiglossa multimaculosa nu are subspecii cunoscute.